# Яндро Кінтана
Яндро Мігель Кінтана Рівальта (ісп. Yandro Miguel Quintana Rivalta; нар. 30 листопада 1980, Морон, провінція Сьєго-де-Авіла) — кубинський борець вільного стилю, дворазовий срібний призер чемпіонатів світу, чотириразовий переможець Панамериканських чемпіонатів, дворазовий чемпіон Панамериканських ігор, переможець та дворазовий срібний призер Кубків світу, олімпійський чемпіон.

## Біографія
Боротьбою почав займатися з 1988 року. Бронзовий призер чемпіонату світу 1999 року серед юніорів. Виступав за борцівський клуб «Cerro Pelado Cuba» з Гавани.

## Виступи на Олімпіадах
| Змагання                    | Збірна | Вагова категорія | Місце  |
| --------------------------- | ------ | ---------------- | ------ |
| Літні Олімпійські ігри 2004 | Куба   | 60 кг            | Золото |
| Літні Олімпійські ігри 2008 | Куба   | 60 кг            | 8      |

## Виступи на Чемпіонатах світу
| Змагання                        | Збірна | Вагова категорія | Місце  |
| ------------------------------- | ------ | ---------------- | ------ |
| Чемпіонат світу з боротьби 2001 | Куба   | 58 кг            | 7      |
| Чемпіонат світу з боротьби 2002 | Куба   | 60 кг            | 12     |
| Чемпіонат світу з боротьби 2003 | Куба   | 60 кг            | Срібло |
| Чемпіонат світу з боротьби 2005 | Куба   | 60 кг            | Срібло |
| Чемпіонат світу з боротьби 2006 | Куба   | 60 кг            | 9      |

## Виступи на Панамериканських чемпіонатах
| Змагання                                   | Збірна | Вагова категорія | Місце  |
| ------------------------------------------ | ------ | ---------------- | ------ |
| Панамериканський чемпіонат з боротьби 2000 | Куба   | 58 кг            | Золото |
| Панамериканський чемпіонат з боротьби 2001 | Куба   | 58 кг            | Золото |
| Панамериканський чемпіонат з боротьби 2002 | Куба   | 60 кг            | Золото |
| Панамериканський чемпіонат з боротьби 2004 | Куба   | 66 кг            | Золото |

## Виступи на Панамериканських іграх
| Змагання                  | Збірна | Вагова категорія | Місце  |
| ------------------------- | ------ | ---------------- | ------ |
| Панамериканські ігри 2003 | Куба   | 60 кг            | Золото |
| Панамериканські ігри 2007 | Куба   | 60 кг            | Золото |

## Виступи на Кубках світу
| Змагання                    | Збірна | Вагова категорія | Місце  |
| --------------------------- | ------ | ---------------- | ------ |
| Кубок світу з боротьби 2000 | Куба   | 63 кг            | Срібло |
| Кубок світу з боротьби 2005 | Куба   | 60 кг            | Золото |
| Кубок світу з боротьби 2006 | Куба   | 60 кг            | Срібло |

## Виступи на інших змаганнях
| Змагання                                           | Збірна | Вагова категорія | Місце  |
| -------------------------------------------------- | ------ | ---------------- | ------ |
| Міжнародний меморіал Дейва Шульца 2000             | Куба   | 58 кг            | Бронза |
| Центральноамериканські і Карибські ігри 2006       | Куба   | 60 кг            | Золото |
| Гран-прі Німеччини з боротьби 2007                 | Куба   | 60 кг            | Золото |
| Олімпійський кваліфікаційний турнір 2008 (Мартіні) | Куба   | 60 кг            | Золото |